# ダマクFC
ダマクFC（英語: Damac FC, アラビア語: نادي ضمك, Nādī Ḍamak, ナーディー・ダマク）は、サウジアラビアのハミース・ムシャイトをホームタウンとする、サウジ・プロフェッショナルリーグに加盟するプロサッカークラブである。

## タイトル

### 国内タイトル
- サウジ・セカンド・ディヴィジョン : 2回
  - 1980-81, 2014-15

### 国際タイトル
- なし

## 現所属メンバー
2023年11月12日現在
注：選手の国籍表記はFIFAの定めた代表資格ルールに基づく。
| No. | Pos. |                | 選手名                                                        |
| --- | ---- | -------------- | ------------------------------------------------------------- |
| 1   | GK   | サウジアラビア | バンダー・アッ=シャハラーニ                                   |
| 2   | DF   | サウジアラビア | アブドゥルラフマン・アル=オバイド                             |
| 3   | DF   | アルジェリア   | アブデルカデル・ぺドレーン                                    |
| 4   | DF   | サウジアラビア | ヌルー・アル=ラシディ                                         |
| 7   | MF   | サウジアラビア | アブドゥラー・アル・カータニ                                  |
| 8   | MF   | エジプト       | タレク・ハメド                                                |
| 9   | FW   | ガンビア       | アッサン・シーセイ                                            |
| 10  | MF   | カメルーン     | ジョルジュ＝ケヴィン・エンクドゥ                              |
| 11  | MF   | サウジアラビア | アブドゥルアズィーズ・ハルビシ (アル・イテハドからレンタル中) |
| 12  | MF   | サウジアラビア | アブドゥルアズィーズ・マキン                                  |
| 14  | MF   | サウジアラビア | アブドゥルアズィーズ・アッ=シャハラーニ                       |
| 15  | DF   | アルジェリア   | ファルクー・チャファイ                                        |
| 16  | MF   | サウジアラビア | バーダー・ムンシ                                              |
| 17  | MF   | クロアチア     | ドマゴイ・アントリッチ                                        |
| 18  | FW   | サウジアラビア | アハメド・ハリシ                                              |

| No. | Pos. |                | 選手名                           |
| --- | ---- | -------------- | -------------------------------- |
| 19  | DF   | サウジアラビア | アブドゥラー・ハウサウィ         |
| 20  | DF   | サウジアラビア | ダリ・アル=アナジ                |
| 21  | DF   | サウジアラビア | サヌーシ・ハウサウィ             |
| 22  | GK   | サウジアラビア | アブドゥルバシット・ハウサウィ   |
| 23  | MF   | サウジアラビア | アブドゥルアズィーズ・マジュラシ |
| 24  | MF   | サウジアラビア | ハッサン・アブ・シャララ         |
| 30  | GK   | アルジェリア   | ムスタファ・ゼグバ               |
| 31  | MF   | ルーマニア     | ニコラエ・スタンチュ             |
| 33  | GK   | サウジアラビア | ムハンマド・アル=マハスネ        |
| 40  | DF   | サウジアラビア | ハッサン・アル・シャムラニ       |
| 41  | DF   | サウジアラビア | スルタン・ファキヒ               |
| 49  | MF   | サウジアラビア | アハメド・アル=ザイン            |
| 51  | FW   | サウジアラビア | ラムジ・ソラン                   |
| 99  | FW   | サウジアラビア | ファハド・アル=ジョハニ          |

監督
 コスミン・コントラ

## 歴代監督
- ジャメル・ベルカセム 2001-2004
- ムハンマド・アルド 2004-2006
- サイード・エル・ヒデル 2006
- アル・ハディ・ベン・モクタール2006-2008
- セリム・アル＝マンガ 2008-2009
- アリ・ムジャヒド 2009-2010
- モハメド・アル＝マーレイ 2010
- ジャラル・カドリ 2010
- モンダー・ラダリ 2010-2011
- ボリス・ブンジャック 2011
- アブデルカデル・ユミル 2011-2012
- ハッサン・アハメド 2012
- ジャマル・エル・ディン・ハムザ 2012
- セリム・アル＝マンガ 2012-2013
- ズハイル・ルアティ 2013-2014
- ハリル・オベイド 2014
- モハメド・アル＝マーレジ 2014-2015
- モハメド・アル＝ダオ 2015-2016
- セリム・アル＝マンガ 2016
- アムル・アンワル 2016
- バイレム・モクタリ 2016
- ロトフィ・カドリ 2016
- バイレム・モクタリ 2016-2017
- ムラデン・フランチッチ 2017
- カイエス・ゾアギ 2017
- マフディ・マイズ 2017
- ズハイル・ルアティ 2017-2018
- モハメド・コウキ 2018-2019
- ヌレディン・ゼクリ 2019-2021
- クレシミール・レジッチ 2021-2023
- コスミン・コントラ 2023-[1]

## 歴代所属選手
- ジョゼ・ルイス・メンデス・ロペス 2019
- ムフシン・ヤジュール 2019-2020
- コンスタンティン・ブデスク 2021
- フィリペ・アウグスト・カルヴァーリョ・ソウザ 2021-2022
- ミヨ・ツァクタシュ 2021-2022
- ヒレル・スダニ 2021-2023
- ドマゴイ・アントリッチ 2021-
- アダム・マヘル 2022-
- タレク・ハメド 2023-
- ジョルジュ＝ケヴィン・エンクドゥ 2023-
- ニコラエ・スタンチュ 2023-
- アッサン・シーセイ 2023-